# Pinhas Rosen
Pinhas Rosen (en hebreo: פנחס רוזן‎) (registrado como Felix Rosenblüth, 1 de mayo de 1887 - 3 de mayo de 1978) fue un estadista israelí y el primer ministro de Justicia del Estado hebreo, sirviendo tres periodos durante 1948–51, 1952–56 y 1956–61. También fue líder de los Liberales Independientes durante la década de 1960.

## Biografía
Felix Pinhas Rosenblüth (más tarde Rosen) nació en Berlín, Alemania. Se crio en Messingwerk Finow y asistió al Wilhelms Gymnasium en Eberswalde de 1892 a 1904. En 1905 partió para estudiar derecho en las universidades de Friburgo y Berlín, graduándose en 1908. Sirvió en el Ejército Imperial Alemán en la Primera Guerra Mundial. Siempre activo en los círculos sionistas, Rosen fue presidente de la Federación Sionista de Alemania de 1920 a 1923 y finalmente emigró a Eretz Israel en 1926, donde ejerció como abogado y ayudó a crear la Asociación de Inmigrantes de Europa Central.
Rosen estuvo casado tres veces, primero con Annie Lesser con quien tuvo dos hijos, Hans y Dina, quienes con su madre se instalaron en Londres en 1933 y a quienes Rosen visitó regularmente hasta el final de su vida. En 1935 se casó con Hadassah Calvary con quien tuvo una hija, Rivka, quien murió en 1942 a los siete años; Hadassah murió de cáncer en 1945. En 1950 se casó con Johanna Rosenfeld (nacida como Ettlinger), quien también falleció antes que él. A través de su segunda y tercera esposa obtuvo cuatro hijastros.

## Carrera política
En 1942, Rosen fundó el Partido de la Nueva Aliá y fue elegido miembro de la Asamblea de Representantes en su lista en 1944. En 1948 estuvo entre los signatarios de la Declaración de Independencia del Estado de Israel, que él ayudó a crear. (En 2019, la Corte Suprema de Israel dictaminó que los borradores de la declaración, encargados por Rosen al abogado Mordechai Beham, eran de importancia nacional y propiedad estatal, no privada).
En las elecciones de 1949, el Partido de la Nueva Aliá se convirtió en el Partido Progresista, lo que le valió a Rosen un escaño en la Knesset. En 1950, cuando David Ben-Gurion no pudo formar una coalición, el presidente le encomendó la tarea a Rosen, como líder del Partido Progresista. Rosen entregó las riendas al Mapai, reconociendo su indispensabilidad.
Rosen se convirtió en el primer ministro de Justicia del país, cargo al que aportó una sólida reputación de intelecto y probidad. Conservó su escaño y cargo ministerial en las elecciones de 1951, 1955 y 1959. Poco después de las elecciones de 1959, el Partido Progresista se fusionó con los Sionistas Generales para formar el Partido Liberal .
El nuevo partido ganó el tercer mayor número de escaños en las elecciones de 1961, pero no fue invitado a formar parte de la coalición y Rosen perdió su cargo ministerial. Para consolidar la oposición a la hegemonía de Mapai dentro de la política israelí, el Partido Liberal se fusionó con el Herut para formar Gahal. Rosen, sin embargo, no estaba contento con la fusión y lideró una escisión de siete diputados para fundar los Liberales Independientes. Fue elegido miembro de la sexta Knesset, pero renunció a esta el 23 de diciembre de 1968 y se retiró de la política. Su salida del escenario político fue saludada por un periódico como "El fin de la aristocracia" y en otro por una caricatura titulada: "¡Otro milagro de Janucá! . . . Un diputado dimite por edad".
Rosen era amigo desde hace mucho tiempo de David Ben-Gurion, quien rompió con Rosen después del asunto Lavon, una fallida operación de sabotaje israelí en Egipto, en la que Rosen se puso del lado de Lavon, quien había sido acusado (casi con seguridad falsamente) de ser el autor intelectual de la misión, después del cual se dice que Ben-Gurion se negó a volver a hablar con Rosen.
A su muerte, Pinhas Rosen recibió un funeral de estado .

## Premios
En 1973, Rosen recibió el Premio Israel, en jurisprudencia.